# Novum Testamentum Graece

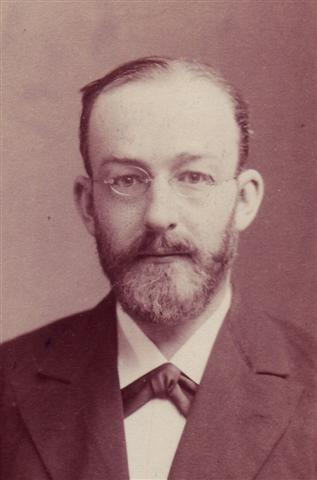
Eberhard Nestle

Novum Testamentum Graece – łacińska nazwa wydań greckiego Nowego Testamentu. Pierwszym drukowanym wydaniem była Poliglota kompluteńska (1514), jednak opublikowana została dopiero w 1520. Pierwszym opublikowanym wydaniem było Novum Instrumentum omne Erazma z Rotterdamu (1516). Współcześnie Novum Testamentum Graece odnosi się zazwyczaj do wydań Nestle-Alanda, nazwane od nazwisk biblistów, którzy odegrali znaczącą rolę w przygotowaniu tego wydania. Wydawane jest przez Instytut Badań Tekstu Nowego Testamentu. W roku 2012 ukazało się 28 wydanie Nestle-Alanda (skrót NA28).
Tekst Nestle-Alanda służy jako podstawa dla większości współczesnych przekładów Nowego Testamentu. Tekst ten jest też standardowym dla egzegezy Nowego Testamentu. Tytuł „Novum Testamentum Graece” może być również zapisywany skrótem UBS (UBS4 zawiera tę samą formę tekstu co NA27, tak jak UBS3 tę samą formę co NA26).

## Historia wydań
W końcu XIX wieku w krajach niemieckojęzycznych wciąż dominował Textus receptus rozpowszechniany przez Brytyjskie i Zagraniczne Towarzystwo Biblijne. W Niemczech i Szwajcarii rokrocznie sprzedawano około 1600 egzemplarzy Textus receptus. Nowsze wydania greckiego Nowego Testamentu nie mogły z nim konkurować ze względu na cenę. Z tych to względów Eberhard Nestle postanowił opracować własne wydanie greckiego Nowego Testamentu. Nestle nie kolacjonował rękopisów, dokonał jedynie kompilacji tekstu trzech najważniejszych wydań: Tischendorfa, Westcotta i Horta oraz Weymoutha. Jeżeli wydania te różniły się między sobą Nestle dobierał warianty wspierane przez dwa wydania, jeżeli różniły się wszystkie trzy, wybierał zrozumiały wariant. Pozostałe warianty przenosił do przypisów. Pierwsze wydanie zostało opublikowane przez Eberharda Nestlego w 1898 roku. Zaletą wydania była niska cena, porównywalna z ceną reprintów Textus receptus.
W 1901 roku Nestle zastąpił Weymouth New Testament tekstem Weissa. W aparacie krytycznym Nestle nie przywiązywał wielkiej wagi do rękopisów. Zwykle była to jedna, lub dwie linie poświęcone wariantom Kodeksu Bezy. W aparacie umieszczono warianty trzech wydań greckiego Nowego Testamentu wykorzystanych przez Nestlego.
Dzieło Eberharda Nestlego kontynuował jego syn Erwin Nestle. W 1927 roku ukazało się 13 wydanie. Wydanie wprowadziło aparat krytyczny „godny swojej nazwy”. W dalszym ciągu aparat uwzględniał trzy drukowane wydania NT, lecz oprócz tego wprowadzono ważne warianty greckich rękopisów, wczesnych przekładów oraz z pism Ojców Kościoła. W aparacie krytycznym uwzględnione zostały jedynie nieliczne minuskuły.

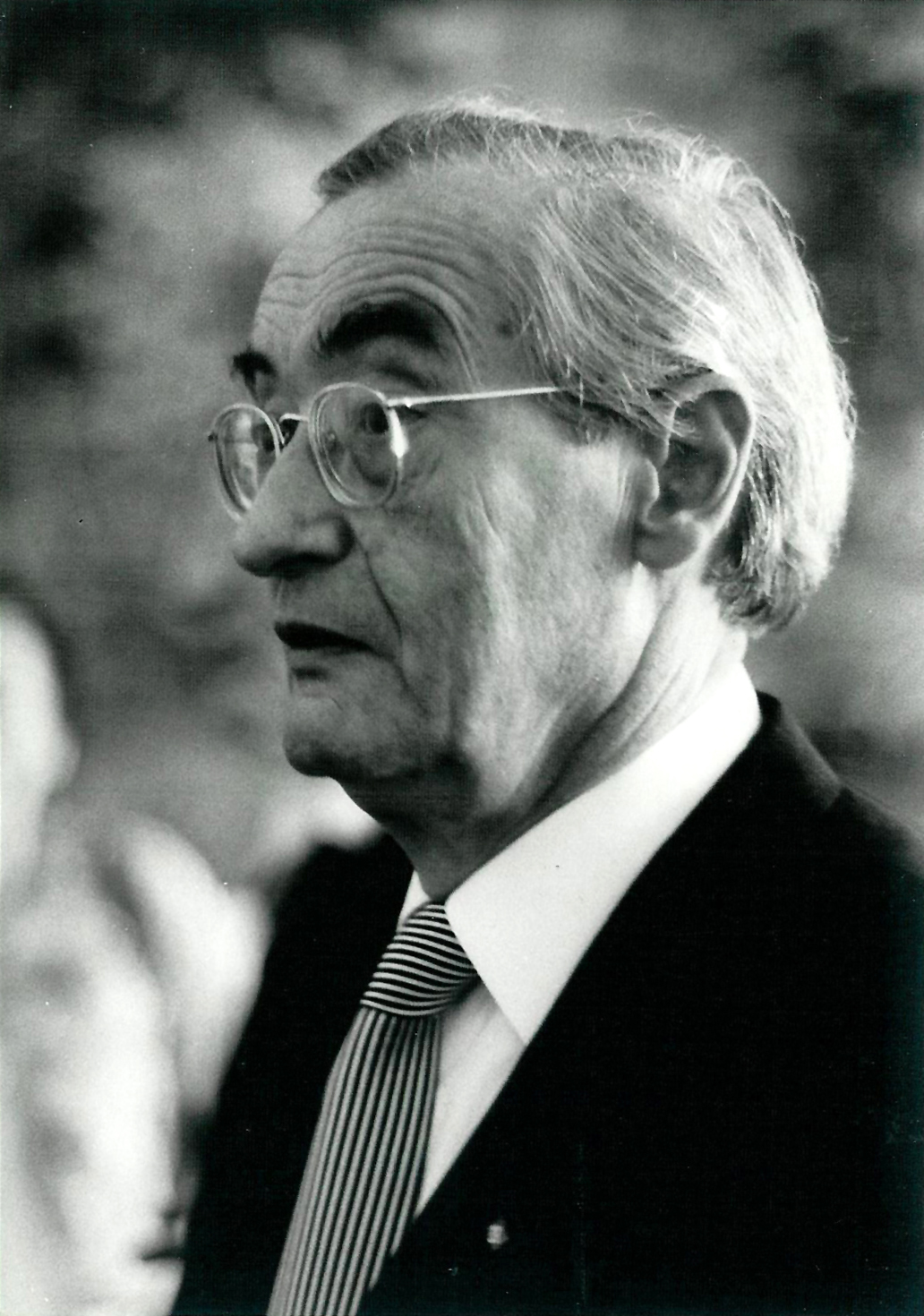
Kurt Aland

W 1952 roku ukazało się 21 wydanie, pod kierunkiem Alanda. Aland rozwinął aparat krytyczny dodając w nim więcej rękopisów. Pod tym względem przełomowym było 25 wydanie z 1963 roku. Dodane zostały papirusy oraz nowe kodeksy uncjalne, jak 0189 oraz niektóre minuskuły (33, 614, 2814). Uwzględnione zostały również niektóre lekcjonarze. Wydanie to zostało określone jako Nestle-Aland. W 24. wydaniu dodano papirusy odkryte przez Bodmera. W 26. wydaniu zmodyfikowano i rozbudowano aparat krytyczny. Aparat uwzględnia ponad 11 tysięcy wariantów tekstowych. Dodano szereg nowych znaków i symboli.
W 27 wydaniu dokonano selekcji cytowanych rękopisów, zmniejszona została liczba uncjalnych kodeksów. Zrezygnowano z rękopisów: 027, 052, 053, 054, 061, 063, 064 (+ 074 i 090), 065, 093, 0103, 0104, 0120, 0133, 0134, 0135, 0136 (+ 0137), 0197, 0253, 0255, 0265, 0272, 0273. Niektóre rękopisy cytowane są pod nowymi siglami: 081 jako 0285, 0121b jako 0243, 0276 jako ℓ 962. Rzadziej cytowane są minuskuły 28 i 1010. W miejsce odrzuconych rękopisów wprowadzono nowe: 075, 0277, 0278, 0279, 0281, 0282, 0285, 0289, 0291, 0293, 0294, 0296, 0298, 0299, 0301. Włączone zostały również nowo odkryte papirusy {\displaystyle {\mathfrak {P}}^{90}}, {\displaystyle {\mathfrak {P}}^{91}} i od {\displaystyle {\mathfrak {P}}^{93}} do {\displaystyle {\mathfrak {P}}^{116}}. Wprowadzono też 0292 jako drugorzędny świadek tekstu. Wprowadzono minuskuły 579, 2427, 2452 w Ewangeliach. W Dziejach Apostolskich i Listach Pawła dodano 1505, natomiast 2495 zdegradowano do niższej kategorii. W Listach powszechnych 1505 awansował do wyższej kategorii. Poprawiono też błędy w aparacie krytycznym (warianty tekstowe niektórych papirusów). Natomiast tekst NA27 pozostał identyczny z NA26.
W 28 wydaniu dokonano rewizji tekstu w oparciu o nowo odkryte rękopisy, zmiany zostały dokonane tylko w Listach powszechnych. Wykorzystane zostały papirusy od {\displaystyle {\mathfrak {P}}^{117}} do {\displaystyle {\mathfrak {P}}^{127}}. Przy doborze rękopisów zastosowano genealogiczną metodę, w której każda rodzina i podgrupa tekstualna powinna być reprezentowana przez najwcześniejszy dostępny rękopis. Minuskuł 468 został zastąpiony minuskułem 307, pomimo iż w dalszym ciągu jest traktowany jako znakomity reprezentant standardowego tekstu bizantyjskiego. Pochodzi jednak z XIII wieku, podczas gdy minuskuł 307 pochodzi z X wieku co było powodem zastąpienia.

## Greek New Testament

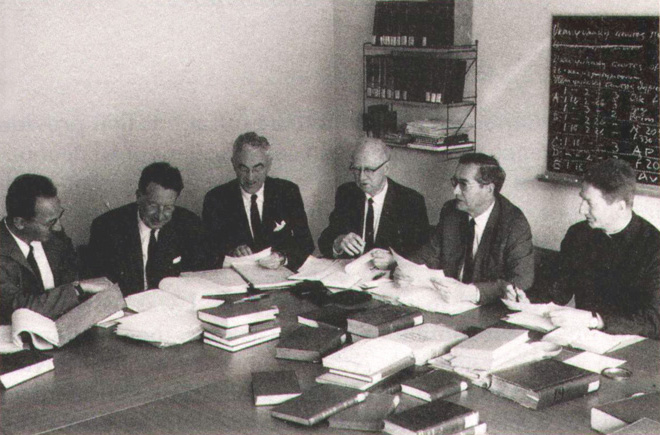
Prace Komitetu, od lewej: Carlo Maria Martini, Kurt Aland, Allen Wikgren, Bruce Metzger i Matthew Black (wraz z Klausem Junackiem, asystentem Alanda), koniec lat 80.

W wydaniach Nestle-Alanda minuskuły zawsze odgrywały niewielką rolę. W 1966 roku ukazało się Greek New Testament, które w aparacie krytycznym przy każdym wariancie wylicza wielką liczbę minuskułów. Jednak tekst tego wydania niewiele odbiega od wydania Horta i Westcotta. W 1975 roku ukazało się trzecie wydanie, a w 1983 – trzecie zrewidowane.
Philip Comfort ocenił, że wydania Nestle-Alanda oferują tekst wyższej jakości niż tekst Horta i Westcotta, ale jest to tekst nierówny.